# Loxosomella brucei
Loxosomella brucei är en bägardjursart som beskrevs av Willard Webster Eggleston 1965. Loxosomella brucei ingår i släktet Loxosomella och familjen Loxosomatidae. Inga underarter finns listade i Catalogue of Life.